# Yiu Cheuk Yin
Yiu Cheuk Yin (comúnmente traducido como Yiu Chuk Yin; Hong Kong británico; 3 de julio de 1928-Hong Kong; 1 de febrero de 2008) fue un futbolista de República de China nacido en Hong Kong que jugaba en la posición de delantero.

## Carrera

### Club
| Periodo   | Club           |
| --------- | -------------- |
| 1948–1950 | Kitchee SC     |
| 1950–1959 | South China AA |
| 1959–1961 | Tung Wah FC    |
| 1961–1963 | Kitchee SC     |
| 1963–1965 | Tung Wah FC    |
| 1965–1967 | Tung Sing FC   |
| 1967–1968 | Rangers        |
| 1968–1969 | Yuen Long FC   |

### Selección nacional
Jugó para República de China de 1954 a 1964 con la que anotó ocho goles en 37 partidos, ganó dos medallas de oro en los Juegos Asiáticos, el tercer lugar en la Copa Asiática 1960 y participó en los Juegos Olímpicos de Roma 1960.

## Logros

### Club
- Primera División de Hong Kong: 8

1949-50, 1950–51, 1951–52, 1952–53, 1954–55, 1956–57, 1957–58, 1958–59
- Hong Kong Senior Challenge Shield: 5

1949-50, 1954–55, 1956–57, 1957–58, 1958–59

### Selección nacional
- Copa Asiática

- : 1960

- Asian Games

- : 1954, 1958